# Angelo Ciccone
Angelo Ciccone (Cento, 7 de julio de 1980) es un deportista italiano que compitió en ciclismo en las modalidades de pista, especialista en las pruebas de madison y ómnium, y ruta.
Ganó tres medallas en el Campeonato Europeo de Ciclismo en Pista entre los años 2003 y 2012.
Participó en dos Juegos Olímpicos de Verano, en los años 2004 y 2008, ocupando el octavo lugar en Atenas 2004, en la carrera por puntos.

## Medallero internacional
| Campeonato Europeo | Campeonato Europeo   | Campeonato Europeo | Campeonato Europeo |
| Año                | Lugar                | Medalla            | Competición        |
| ------------------ | -------------------- | ------------------ | ------------------ |
| 2003               | Moscú (Rusia)        | Medalla de bronce  | Ómnium             |
| 2004               | Valencia (España)    | Medalla de plata   | Ómnium             |
| 2012               | Panevėžys (Lituania) | Medalla de bronce  | Madison            |

1. 1 2  Campeonato Europeo realizado sólo para la disciplina de ómnium.